# Vida de anaquel

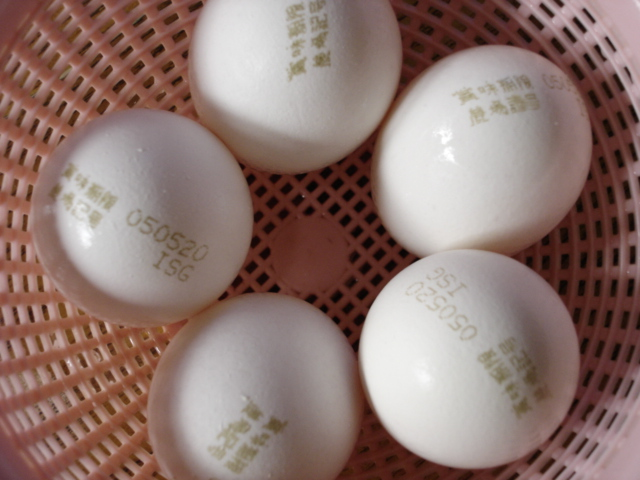
Huevos fechados para indicar el final de su vida de anaquel.

Se denomina «vida de anaquel» al periodo de tiempo en que un producto alimenticio conserva las propiedades (nutrientes, sabor, textura, color...) que el consumidor espera del mismo. El fin de este periodo se indica mediante la fecha de caducidad, momento en el que se considera, el alimento pierde su vida útil. Multitud de formas de conservación alargan la vida de anaquel: la pasteurización es una de ellas. 
Se debe determinar la vida de anaquel y la fecha de caducidad de un producto antes de que se comercialice, y existen diversos métodos para medirlas. Sin embargo, es difícil determinar el periodo exacto de utilidad de un alimento, por lo que las fechas siempre son aproximadas y se usa un tono recomendativo («consúmase preferentemente antes del...»). Diversos criterios se tienen en cuenta para identificar la vida de anaquel: el sabor (p. ej., si se amarga con el paso del tiempo), el pH, la humedad, el contenido de proteína... etc. Los envases de plástico como PET también acortan la vida de anaquel, en contraste con vidrio o metal.
También se suele aplicar a otros productos no-alimenticios perecederos, como las flores. 